# تشارلز ريتشارد موريس
تشارلز ريتشارد موريس (بالإنجليزية: Charles R. Morris) هو مصرفي واقتصادي أمريكي، ولد في 1940.